# Janusz Niemcewicz

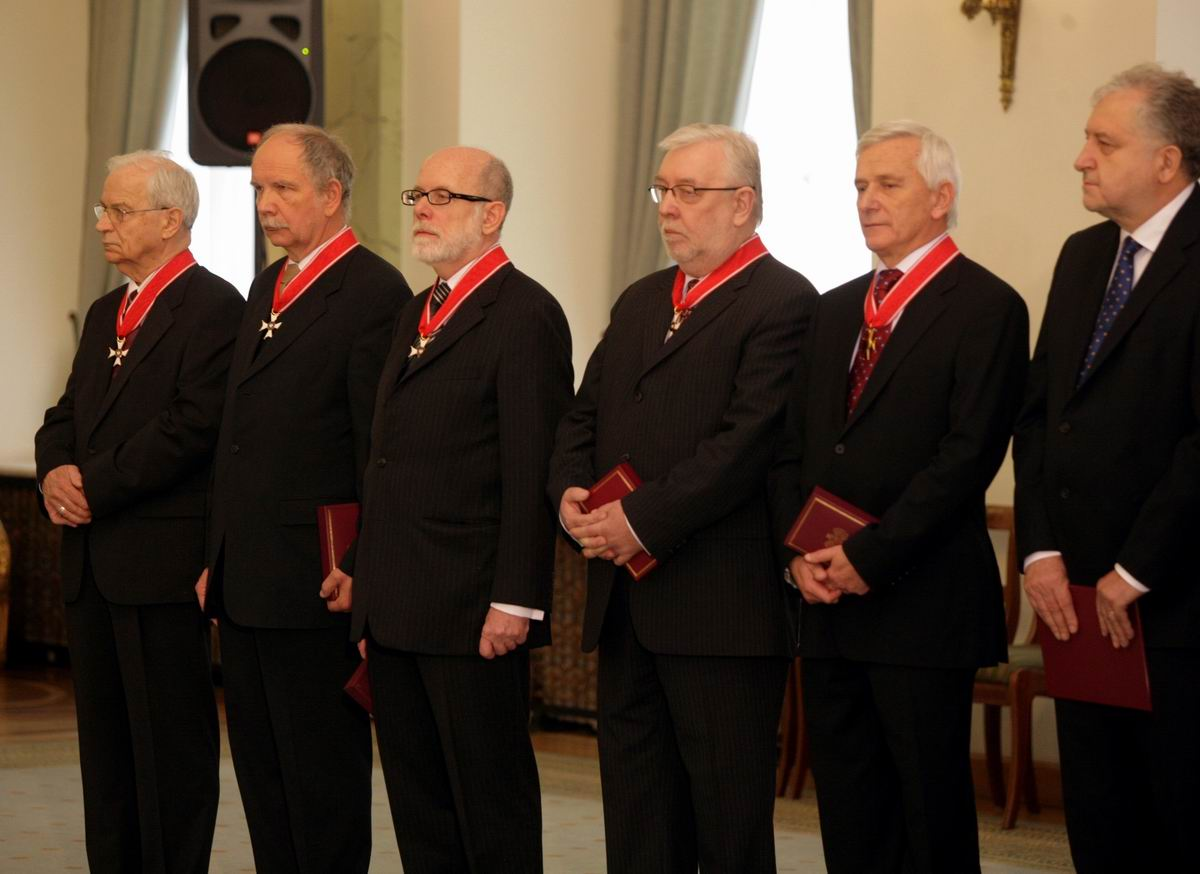
Janusz Niemcewicz (trzeci od lewej)

Janusz Marian Niemcewicz (ur. 28 lipca 1949 w Siemianowicach Śląskich) – polski prawnik, polityk, adwokat, poseł na Sejm II kadencji, wiceminister sprawiedliwości, sędzia Trybunału Konstytucyjnego w stanie spoczynku, były wiceprezes TK oraz członek Państwowej Komisji Wyborczej.

## Życiorys
W latach 1964–1968 był członkiem Związku Młodzieży Socjalistycznej. Został absolwentem Liceum Ogólnokształcącego im. Bolesława Chrobrego w Pszczynie. W 1971 ukończył studia na Wydziale Prawa i Administracji Uniwersytetu Śląskiego w Katowicach. W latach 1971–1973 odbył aplikację sądową. Od 1973 do 1974 był zatrudniony na stanowisku asesora sądowego w Sądzie Rejonowym w Katowicach. W latach 1974–1989 należał do Polskiej Zjednoczonej Partii Robotniczej. W latach 1974–1978 odbył aplikację adwokacką. W latach 1978–1995 praktykował jako adwokat. W latach 80. występował jako obrońca opozycjonistów w procesach politycznych. W latach 1995–1997 był członkiem Naczelnej Rady Adwokackiej.
W 1991 bezskutecznie kandydował do Sejmu z ramienia Unii Demokratycznej. Od 1993 do 1997 sprawował mandat posła II kadencji. W wyborach parlamentarnych w 1997 bez powodzenia ubiegał się o reelekcję z listy Unii Wolności. W latach 1997–2001 pełnił funkcję podsekretarza stanu w Ministerstwie Sprawiedliwości.
W marcu 2001 został wybrany przez Sejm sędzią Trybunału Konstytucyjnego. 30 listopada 2006 prezydent RP powołał go na stanowisko wiceprezesa TK; urzędowanie rozpoczął 2 grudnia 2006. 24 marca 2010 został powołany przez prezydenta RP na członka Państwowej Komisji Wyborczej.
1 grudnia 2014 wraz z siedmioma innymi członkami PKW zrzekł się funkcji pełnionej w komisji, jednak 4 grudnia 2014 został ponownie powołany przez prezydenta w skład PKW, zasiadając w tym gremium do czasu ukończenia 70 lat.
Odznaczony Krzyżem Komandorskim Orderu Odrodzenia Polski (2010).